# Jesse Sykes
Pour les articles homonymes, voir Sykes.
Jesse Sykes (née Solomon, le 17 juillet 1967) est une photographe, chanteuse et compositrice américaine, connue pour son groupe Jesse Sykes & the Sweet Hereafter, formé en 1999 en compagnie de Phil Wandscher.

## Débuts
Jesse Sykes est née à Mount Kisco (État de New York), et a grandi à Pound Ridge, New York. Son obsession pour Lynyrd Skynyrd l’a conduite à se procurer sa première guitare à l’âge de 12 ans.
Elle a obtenu un BFA en photographie de l’École de design de Rhode Island.
Jesse Sykes a emménagé à Seattle après un court séjour à New York,. « J’étais ouverte à la nouveauté, et sur un coup de tête, je suis venue ici » a-t-elle dit au Seattle P.I. « Je ne pensais pas rester ici si longtemps. »
Jesse Sykes a aussi raconté au Seattle P.I. que rencontrer le compositeur Townes Van Zandt après un concert était l’une de ses expériences les plus mémorables des années 1990. « Immédiatement, j’ai senti que je le connaissais. Il y avait quelque chose de très puissant en lui, » dit-elle « Je pense que c'est l’une de ces personnes un peu chamaniques. Il était plein d’amour. Je pense qu’il a fait ressentir cette amour à toutes les personnes qu’il a rencontré. Il était là pour recevoir et donner. Quand il m’a étreinte, j’ai senti comme une rivière me traversant droit au cœur. Cette sensation ne s’en est jamais vraiment allée. »

## Carrière
En 1990, Jesse Sykes emménage à Seattle (État de Washington), et commence à jouer dans des groupes de musique. Elle joue dans le groupe Hominy  avec son mari d'alors, Jim Sykes, à la guitare. Le groupe sort un album éponyme en 1998 sur le label Ivy.
En 1998, elle rencontre Phil Wandscher, cofondateur du groupe de country alternative Whiskeytown, qu'il a quitté peu avant,. Ils forment ensemble le groupe Jesse Sykes & the Sweet Hereafter.
Les membres de The Sweet Hereafter comprennent Anne Marie Ruljancich au violon, Bill Herzog à la basse, Kevin Warner à la batterie (pour les deux premiers albums), remplacé par la suite par Eric Eagle.
En 1999, Jesse Sykes rencontre le producteur Tucker Martine. C'est lui qui enregistre et produit les trois premiers albums des Sweet Hereafter.
Marble Son, sorti en 2011, a été produit par Jesse Sykes et Phil Wandscher en compagnie de l’ingénieur du son Mell Dettmer,. Des enregistrements et travaux de direction complémentaires ont été réalisés Martin Feveyear sur Like, Love, Lust and the Open Halls of the Soul et Marble Son. Ce dernier a aussi mixé ces albums. Le groupe signe sur Barsuk Records en 2003 après que Chris Walla de Death Cab For Cutie, également signé sur le label, ait entendu Reckless Burning, le premier album du groupe et l'ait conseillé au directeur du label, Josh Rosenfield. La même année, le groupe signe sur le label parisien Fargo. L'album suivant, Oh, My Girl, est remarqué par le critique Jon Pareles du New York Times, qui l'inclut dans sa liste de fin d'année 2004 « des albums qui méritent l'attention avant de tourner la page du calendrier ». L'album est aussi présent dans All Things Considered de la NPR. Le magazine Rolling Stone trouve cet album menaçant et à fleur de peau, « vraiment un bijou de lamentation ».

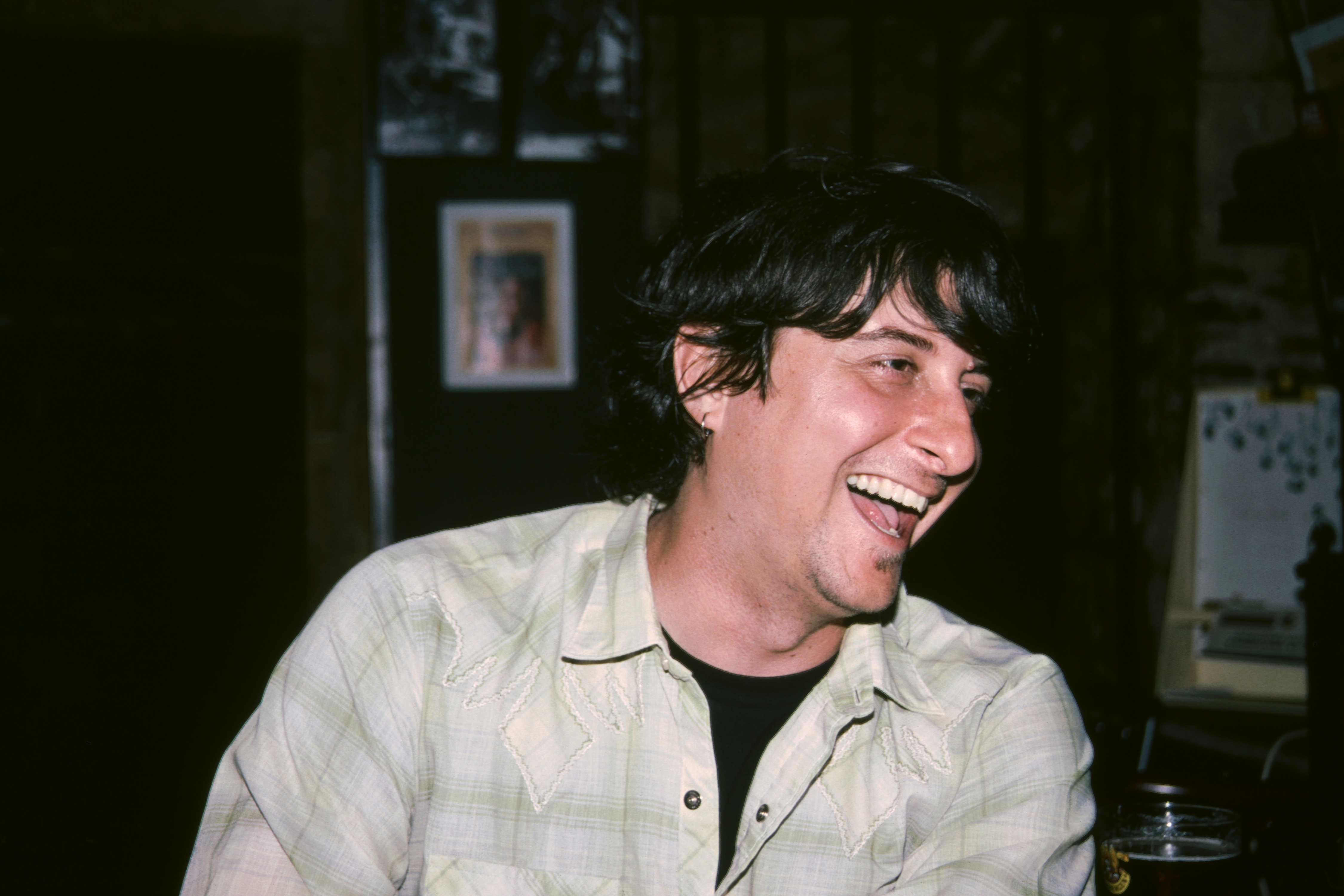
Phil Wandscher en 2004
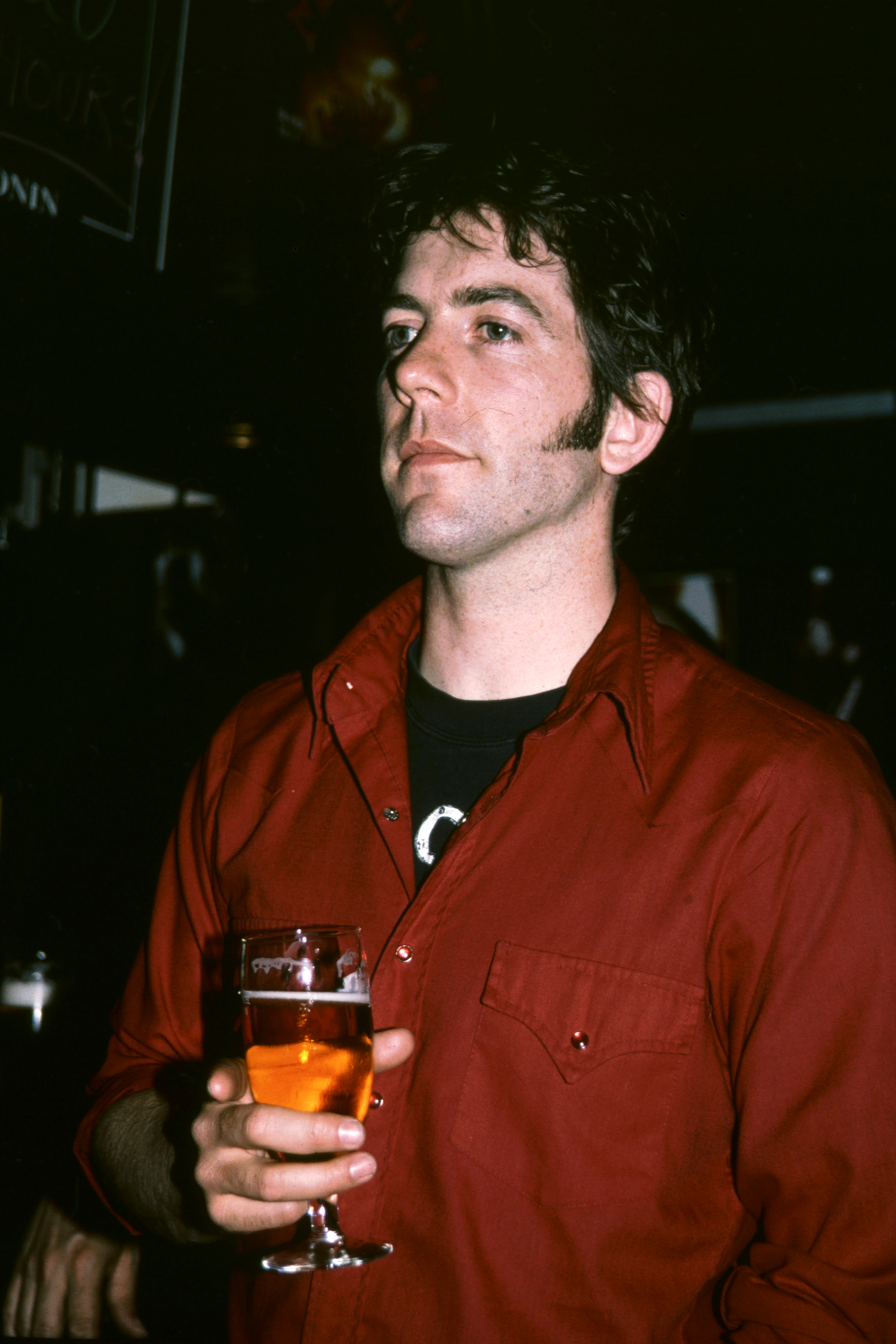
Kevin Warner en 2004
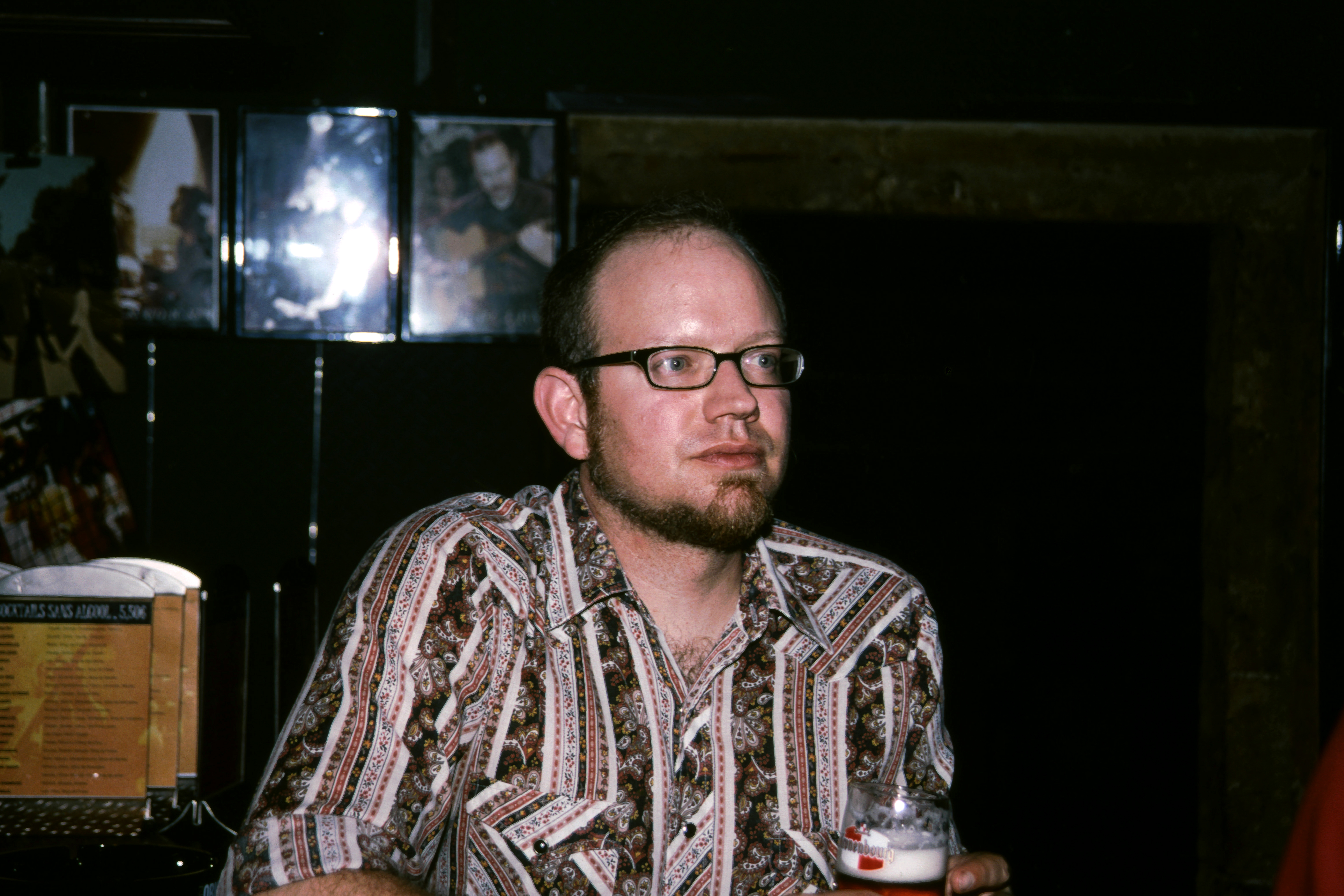
Bill Herzog en 2005

D'après le Miami New Times, « En ce moment, le groupe passe la majeure partie de son temps sur les routes, surtout en Europe où The Sweet Hereafter a reçu un bon accueil dès le départ ». En 2004, le groupe joue au festival Roskilde au Danemark. En 2005, Conor Oberst, fan du groupe, les invite à tourner en compagnie de son groupe Bright Eyes.
Après la sortie de leur troisième album, Like, Love, Lust and the Open Halls of the Soul que le Dallas Observer décrit comme leur « premier chef-d'œuvre » et que le CMJ décrit comme « un pas en avant significatif pour Jesse Sykes en tant que porteuse du flambeau de l'affliction maîtrisée », le groupe tourne avec Sparklehorse. À propos de leur concert au Webster Hall, dans un article intitulé Everything Crumbles Toward Eternities, le New York Times dit « que d’une certaine manière, Mme Sykes pourrait être le contrepoint féminin de M. Linkous ». Tragiquement, Mark Linkous se donne la mort en 2010. Sparklehorse fut abandonné par son label en plein milieu de leur tournée avec The Sweet Hereafter, chose que Jesse Sykes décrivit comme une « bombe lâchée sur les gens de Sparklehorse, touchant encore plus durement Mark Linkous » dans un article pour le Seattle Weekly qu’elle écrivit pour parler de son expérience de tournée avec Mark Linkous. Le titre Birds of passerine sur Marble Son a été écrit par Jesse Sykes en hommage à Mark.
En 2008, le groupe tourne avec Earth et Black Mountain.
En 2009, Sykes et Wandscher écrivent et enregistrent une bande son originale pour la performance de The Tempest par la Seattle Shakespeare Company,.
En 2010, Sykes participe aux All Tomorrow's Parties de Monticello, New York avec la tête d'affiche du festival Altar, projet collaboratif entre Sunn O))) et Boris. Le festival a été organisé par le réalisateur Jim Jarmusch. Le même week-end, Sykes se produisit avec Altar au Masonic Temple de Brooklyn. BXI, projet collaboratif entre Ian Astbury, leader de The Cult, et Boris ouvre en première partie, suivi de Jesse Sykes and the Sweet Hereafter. Cette nuit-là, une coupure de courant se produit pendant 45 minutes. Afin d'économiser l'énergie, Altar joua dans le noir complet. Le 10 décembre 2007, Jesse Sykes se produit à nouveau avec Altar dans le cadre des ATP de Londres dans la salle The Forum.
La participation de Jesse Sykes à Altar commence en 2006 quand les membres de Sunn O))) lui demandent d’écrire des paroles et une mélodie ainsi que de chanter sur la musique qu’ils avaient écrite avec Boris, pour un futur album collaboratif. Sykes nomma le morceau The Sinking Belle, prenant pour inspiration les mémoires de l’auteure Joan Didion, The Year of Magical Thinking. Pour le webzine Pitchfork, The Sinking Belle est la pièce maîtresse et le chef-d'œuvre de l’album Altar.
En 2011, Marble Son reçoit des critiques favorables de la part de nombreuses publications dont le New York Times, Spin, Consequence of Sound, etc.  Le webzine britannique The Line Of Best Fit dit de l’album qu’il est « en un mot, un triomphe ». Spin le décrit comme « une vision rock psychédélique tentaculaire ».

## Vie personnelle
Jesse Sykes a été mariée au musicien Jim Sykes. Elle a eu une relation pendant 10 ans avec Phil Wandscher.

## Discographie

### Jesse Sykes and the Sweet Hereafter

#### Singles
- 2002 : 45 tours partagé, Moon over troubled town (Jesse Sykes) / Nothing but the blues et People take trips (Steve Turner de Mudhoney) (Burn Burn Burn). Particularité : les étiquettes des deux faces sont inversées.
- 2008 : On this land (feathers keep falling), en téléchargement.
- 2018 : Dewayne, en téléchargement.

### Participations et collaborations
- 2004 - Weary blues from waiting sur la compilation Hard headed woman: a celebration of Wanda Jackson
- 2004 - Chant : River man avec Mount Analog sur la compilation Poor boy: songs of Nick Drake
- 2006 - Écriture, chant : The Sinking Belle sur l'album collaboratif de Sunn O))) et Boris, Altar[33]
- 2009 - Chant : Outside love sur l'album Outside Love de Pink Mountaintops
- 2014 - Chant avec Tomo Nakayama : I am waiting sur la compilation I saved latin! A tribute to Wes Anderson
- 2020 - Chant et guitare : The Dolphins et Morning dew sur l'album The Third Mind du groupe de Dave Alvin, The Third Mind
- 2023 - Chant et guitare sur l'album The Third Mind 2

### Musique pour le théâtre, le cinéma et la télévision
- 2004 - Titre Reckless burning utilisé sur Jack & Bobby, saison 1, épisode 11, Today I am a man[41]
- 2005 - Titre Reckless burning utilisé sur la bande son du film 12 and Holding[42]
- 2006 - Troubled soul utilisé sur la bande son du film Le dernier présage[43]
- 2008 - The dreaming dead utilisé sur l'épisode Strange Love de True blood [44]
- 2008 - Troubled soul utilisé sur la bande son du film belge Eldorado[45],[46]
- 2009 - Paroles et chant : Éternelle idole pour une pièce dirigé par Gisèle Vienne coécrite avec Stephen O'Malley [47]
- 2009 - Bande son pour The tempest de la Seattle Shakespeare Company coécrite avec Phil Wandscher [48]
- 2012 - Come to mary utilisé sur la bande son du film Path of souls[49]